# Distrikt Camporredondo
Der Distrikt Camporredondo ist einer von 23 Distrikten der Provinz Luya in der Region Amazonas in Nord-Peru. Der Distrikt hat eine Fläche von 219 km². Beim Zensus 2017 betrug die Einwohnerzahl 6473. Im Jahr 1993 lag diese bei 4907, im Jahr 2007 bei 6076.
Ursprünglich hieß Camporredondo Cocochillo. Im Jahre 1934, also in dem, in welchem Camporredondo zum Hauptort des Distriktes bestimmt wurde, wechselte es seinen Namen in Camporredondo, zu Ehren des aus Amazonas stammenden peruanischen Politikers José Braulio de Camporredondo (1783–1837), peruanischer Interims-Präsident im Jahre 1833. Camporredondo beherbergt außerdem den Sitz der katholischen Pfarrei San Pedro Camporredondo.

## Geographische Lage
Im Norden grenzt der Distrikt Camporredondo an den Distrikt Conila, im Osten an den Distrikt Ocallí, im Süden an den Distrikt Providencia und im Süd-Westen an den Distrikt Chimban.

## Söhne und Töchter von Camporredondo
- Federico Kauffman Doig wurde in Chiclayo geboren, verbrachte aber einen Teil seiner Kindheit in Camporredondo. Er arbeitet als Historiker und Archäologe und ist eine der größten Kapazitäten in der Erforschung von Kuelap. Zudem war er peruanischer Botschafter in Deutschland.
- César Olano Aguilar ist der derzeitige Rektor der Privatuniversität Alas Peruanas. Außerdem war er in den 1980er Jahren für die APRA aktiv.